# Ruine Wolfach
Die Burg Wolfach, auch Altwolfach oder Schlössle genannt, ist die Ruine einer Höhenburg in Wolfach im Ortenaukreis in Baden-Württemberg.

## Lage
Die Ruine liegt auf einem steilen Bergkegel bei rund 318 m ü. NN in einem Seitental der Kinzig am linken Ufer der Wolf zwischen Wolfach und dem Ortsteil Kirche von Oberwolfach.

## Geschichte
Wann die Burg genau erbaut wurde, ist nicht belegt. Die salische Bauweise der Burg lässt aber eine Erbauung gegen Ende des 11. Jahrhunderts durch die Herren von Wolfach vermuten. 1084 taucht der Name „Wolfacha“ das erste Mal auf. So soll in dieser Zeit ein Fridericus de Wolfhacha (Friedrich von Wolfach) die Burg bewohnt haben. Danach verschwindet sie allerdings wieder aus der Geschichte. Erst 1272 finden sich wieder Quellen zur Burg. Eine Wunderhenne soll „in castro Wolfach“ täglich zwei Eier mit zwei Dottern in ihr Nest gelegt haben. Zwischen 1273 und 1291 heiratete Graf Friedrich von Fürstenberg († 1296) mit Udilhild von Wolfach den letzten Spross der Familie. Die gesamte Herrschaft fiel so durch Erbe an die Fürstenberger.
Um 1380 erfahren wir von einem „hoff vor der Burg“. 1447 bis 1449 wurden umfassende Renovierungsarbeiten auf der „burgk ober Wolfach“ durch Heinrich VI. von Fürstenberg durchgeführt. Im Dreißigjährigen Krieg wurde die Burg offenbar zerstört. Es besteht ebenfalls die Möglichkeit eines langsamen Verfalls der Burg. Anscheinend war der militärische Wert so gering, dass ein Wiederaufbau nicht erfolgte. 1778 erlaubte der Fürst den Anwohnern die Entnahme von Steinen aus dem vorhandenen Mauerwerk zur Sicherung der Ufer der Wolf.
Danach fielen die Reste der Stammburg derer von Wolfach schließlich in einen Dornröschenschlaf, bis 1977 der Wolfacher Schwarzwaldverein im Rahmen der Heimatpflege zwei Jahre lang die noch vorhandenen Grundmauern freilegte und sicherte.